# Selden Road Engine
Die Selden Road engine, gelegentlich auch Selden Road wagon und Selden Road locomotive genannt, ist ein US-amerikanischer Automobil-Prototyp des Patentanwalts und Erfinders George Baldwin Selden (1846–1922) aus Rochester (New York) und dessen Assistenten William Gomm. Obwohl das Fahrzeug zunächst nur in Teilen hergestellt worden war, diente es als Grundlage des 1879 eingereichten und 1895 erteilten Selden-Patents (US-Patent Nr. 549.160). Erst 1902 beziehungsweise 1907 entstanden zwei Fahrzeuge nach diesen Patentzeichnungen. Beide halfen bei der Durchsetzung von Patentansprüchen in den Verfahren gegen Henry Ford. Eines der Fahrzeuge wurde von Selden und seinen Söhnen unter Verwendung von Originalbestandteilen gebaut, das andere von Ingenieuren der Electric Vehicle Company (E.V.C.). Letztere hatte das Patent Ende 1899 von Selden erworben. Beide Fahrzeuge existieren noch.

## George B. Selden

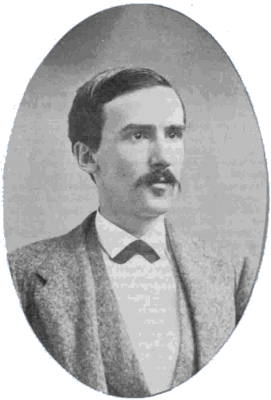
George Baldwin Selden um 1871.

George Baldwin Selden (1846–1922) war ein Patentanwalt, Erfinder und später Motorfahrzeugfabrikant aus Rochester (New York). Er hatte eine große technische Begabung und bereits während seines Jurastudiums zwei Jahre lang technische Kurse an der Sheffield Scientific School belegt, einem der Yale University angeschlossenen Institut. Vor dem Bau der Road Engine hatte er eine Schreibmaschine und eine Maschine zur Herstellung von Fassreifen entworfen. Diese Maschinen führte er 1876 an der Weltausstellung in Philadelphia vor. Dabei kam er mit dem dort ebenfalls gezeigten Gasmotor von George Brayton in Kontakt. Sein Patent von 1895 auf Automobile mit Verbrennungsmotoren war Ausgangspunkt eines jahrelangen historischen Rechtsstreits mit nachhaltigen Folgen für die US-Automobilwirtschaft. Er verkaufte es 1896 an Monopolisten, die sich in der Electric Vehicle Company (E.V.C.) organisiert hatten. Selden diente ihr und auch dem Verband der nach dem Selden-Patent lizenzierten Fahrzeughersteller Association of Licensed Automobile Manufacturers (A.L.A.M.) als Rechts- und technischer Berater.
Selden begann eine eigene Automobilproduktion in der von ihm gegründeten Selden Motor Vehicle Company und organisierte später die Selden Truck Sales Corporation zur Herstellung von Nutzfahrzeugen. Sein Unternehmen produzierte bis 1930 und ging in der Bethlehem Motor Truck Company auf.
Zeitlebens blieb er überzeugt, der eigentliche „Erfinder“ des Automobils zu sein. Die Bilanz des Lebenswerks dieses Anwalts und Erfinders, der gleichermaßen Visionär und Spekulant war, ist durchzogen. Kritiker werfen ihm vor, nach seiner Erfindung nicht selber aktiv geworden zu sein und stattdessen mit juristischen Tricks das Inkrafttreten seines Patents so lange hinausgezögert zu haben, bis es die größte Wirkung entfalten konnte. Er verkaufte das Patent und als andere ab 1900 ihre Erfindungen vermarkten wollten, verhinderten die Patenteigentümer eine freie Entwicklung zum Schaden der Industrie.

## Stand der Technik um 1870

### Motoren

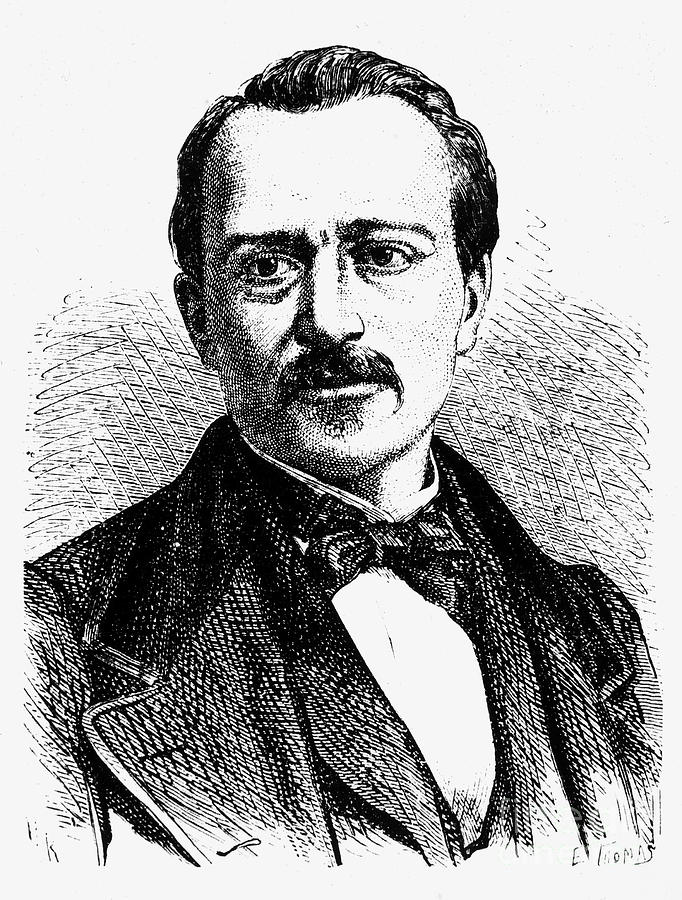
Étienne Lenoir (1822–1900).

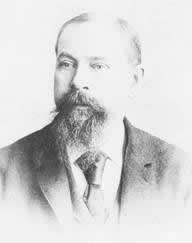
George B. Brayton (1830–1892).

Verbrennungsmotoren waren zu dieser Zeit relativ neu und wenig verbreitet. Bekannt waren neben dem 1804 vorgestellten atmosphärischen Explosionsmotor von Isaac de Rivaz und dem Stirlingmotor insbesondere Gasmotoren, die aber wegen ihrer Abhängigkeit vom Gasversorgungsnetz nur für stationäre Anwendungen in Frage kamen. Dazu gehören der Flugkolbenmotor von Nikolaus Otto und Eugen Langen, der 1867 auf der Weltausstellung in Paris vorgestellt worden war, oder der etwas ältere Lenoir-Motor. Dieser als Kraftquelle für kleinere Werkstätten verwendete Motor des Erfinders Étienne Lenoir (1822–1900) war Anfang 1860 patentiert und von ihm bis 1963 für mobile Anwendungen weiterentwickelt worden. Gas konnte damals noch nicht in Druckbehältern transportiert werden, sodass Lenoir den Motor umkonstruieren musste für einen Treibstoff auf Petroleum- oder Terpentin-Basis. Dazu erfand er einen Vorläufer des Vergasers und eine Zündvorrichtung. Mit einem solchen Antrieb wurden Motorboote und mindestens zwei Motorfahrzeuge angetrieben. Mit dem einen, einem dreirädrigen Straßenfahrzeug namens „Hippomobile“, legte Lenoir 1863 eine Strecke von 18 km zurück.
Der Antrieb wirkt beim Lenoir’schen Motor direkt auf die Kurbelwelle. Er arbeitet als Zweitakter ohne Verdichtung; eine Broschüre des Musée des Arts et Métiers bezeichnet ihn als „Eintakter mit zwei Halbtakten“, wobei Einlass und Verbrennung den ersten und der Ausstoß den zweiten Halbtakt bilden. Der erst 1876 vorgestellte Ottomotor ist vom Lenoir-Motor inspiriert.
Einen anderen Weg ging George Brayton, dessen Brayton-Ready-Motor 1872 und in verbesserter Form 1874 patentiert worden war. Dieser Zweitakter ist ein von der Dampfmaschine beeinflusster atmosphärischer Verbrennungsmotor. Er arbeitet mit flüssigem Kohlenwasserstoff und gilt als ein Vorläufer des Dieselmotors. Durch Zuführung von permanent unter Druck stehender Luft entsteht im Brennraum ein Gemisch, das konstant verbrannt statt zur Explosion gebracht wird. Eine Zündkerze ist nicht erforderlich. Brayton-Motoren haben zu jedem Arbeits- einen Kompressionszylinder. Der Brayton-Motor in der patentierten Form erreichte ein Leistungsgewicht von bestenfalls 800 lbs (362,9 kg) pro Pferdestärke.

### Fahrwerk und Antrieb

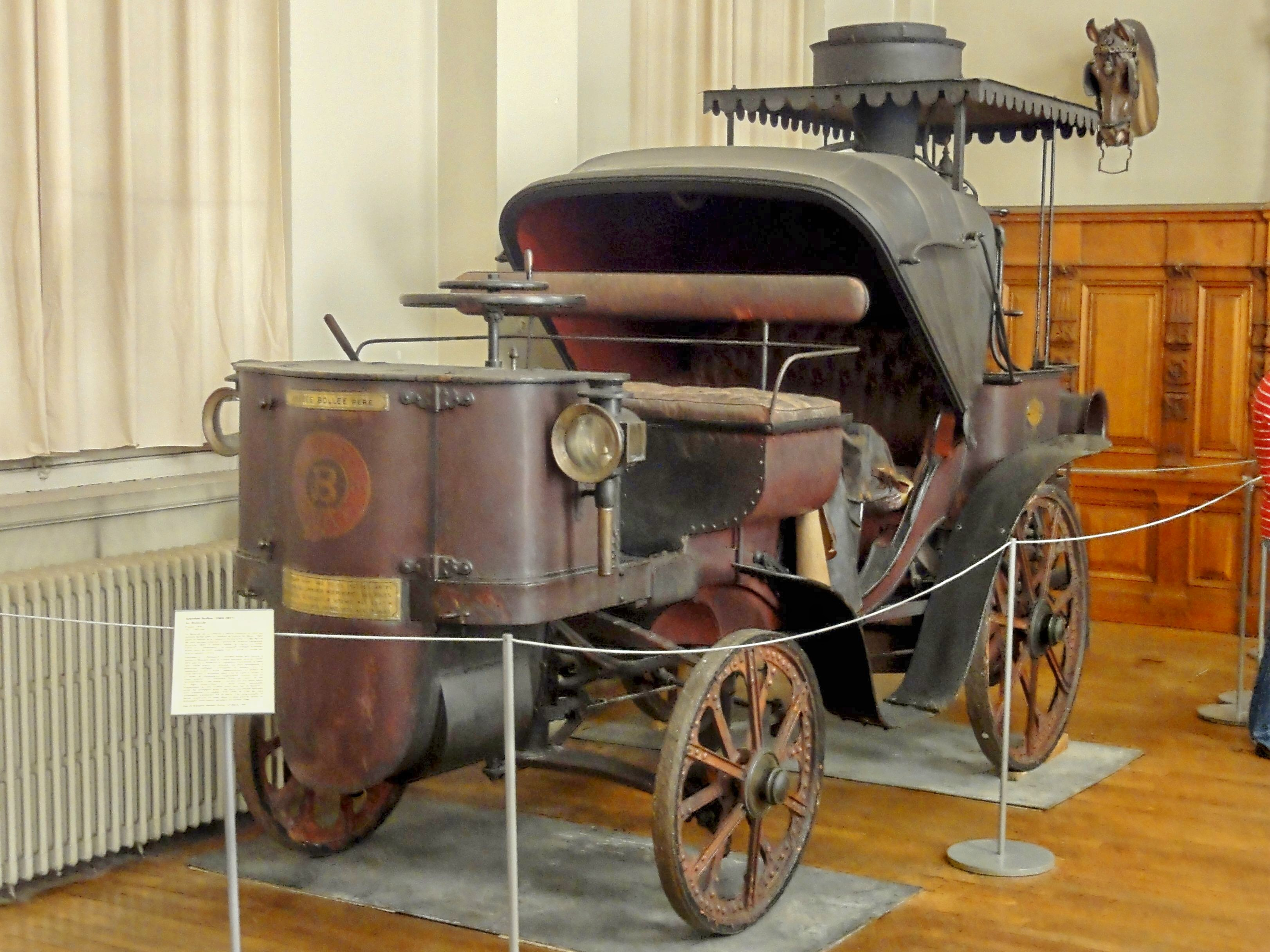
Dampfwagen La Mancelle von Amédée Bollée (1878)

Die fortschrittlichsten Lösungen zur Fahrwerktechnik kamen aus Frankreich, wo Amédée Bollée (1844–1917) bereits in seinem ersten Dampf-Omnibus, der 1873 vorgestellten L’Obéissante (französisch für „die Gehorsame“ oder „die Folgsame“), eine Schwingachse mit Parallelfederung sowie vordere Einzelradaufhängung und Doppelfederpakete verwendete. Jedes der beiden Hinterräder wurde von einer separaten Dampfmaschine angetrieben. Seine La Mancelle (französisch für „die aus Le Mans“) war ein offener Sechssitzer mit einer Motorhaube und, längs hintereinander angeordnet, Motor, Kraftübertragung, Differenzial und Achsantrieb. In Unkenntnis der früheren und wieder in Vergessenheit geratenen Erfindung patentierte Bollée 1876 auch die Achsschenkellenkung ein weiteres Mal. Dazu gibt es auch ein deutsches Reichspatent von Carl Benz aus dem Jahr 1891.
George Brayton konstruierte 1878/1879 ein Versuchsfahrzeug, das mit Hinterradantrieb mittels Antriebsketten und Vorgelegewelle, einem Getriebe mit Spiralzahnrädern und einer Reibungskupplung deutlich moderner war als Seldens Entwurf. Brayton scheiterte jedoch daran, dass er mit seinem Omnibus ein viel zu schweres Fahrzeug gewählt hatte. Der Motor funktionierte zwar, war aber zu schwach, um das Fahrzeug zu bewegen.

## Technik der Road Engine
Die Selden Road Engine hatte einige bemerkenswert moderne Attribute. Es gab nicht nur ein Lenkrad und ein Zweiganggetriebe, sondern auch eine Kupplung, eine Fußbremse, einen Auspuff und Frontantrieb.

### Der Brayton-Selden Motor

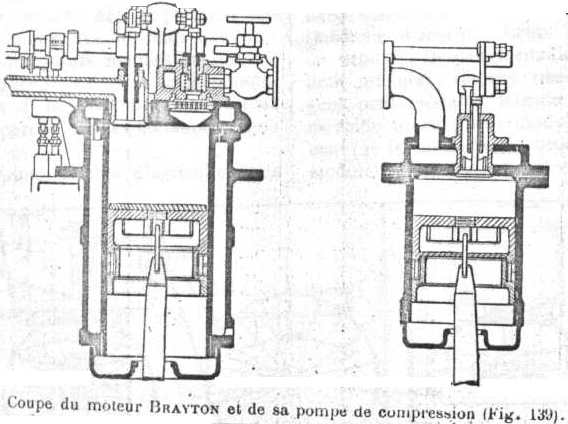
Brayton-Motor.

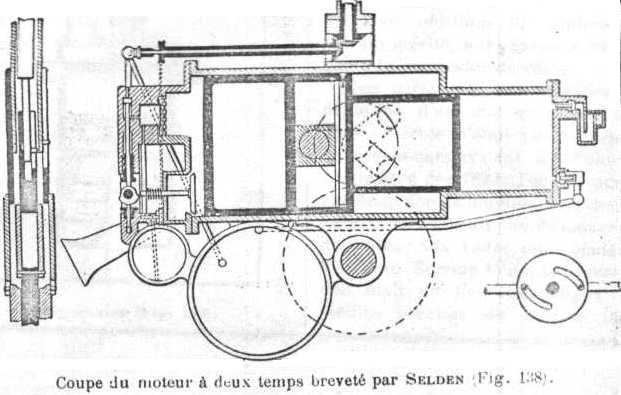
Der von Selden verbesserte Brayton-Motor der Selden Road Engine.

Seldens Arbeit zur Verbesserung des Brayton Ready war ein wichtiger Beitrag zur Entwicklung eines alltagstauglichen Verbrennungsmotors und enthielt zweifellos patentrechtlich schützenswerte Konstruktionselemente. Es gelang ihm, seine hydrocarbon-gas engine bedeutend leichter und einfacher zu gestalten als den Brayton Ready. Sein Entwurf war ein Dreizylinder mit einer Druckluftpumpe an jedem Ende jedes Zylinders; das System wird gelegentlich auch als Sechszylinder mit je drei Arbeits- und drei Kompressionszylindern bezeichnet. Letztere enthalten die Druckluftpumpen. Selden wählte für seine Version eine geschlossene Konstruktion für die Kurbelwelle, kleinere Kolben und dafür einen kurzen Hub.
Im Dezember 1877 brachte er seine Konstruktionspläne zu Frank Clements mechanischer Werkstätte in Rochester. Nach diesen Angaben wurde ein Motorblock gegossen. Selden legte seinen experimentellen Motor so an, dass er zunächst mit nur einem Zylinder betrieben werden konnte; es wurde auch nur dieser eine ausgebohrt und damit funktionstüchtig gemacht. Im Mai 1878 lief der Motor zum ersten Mal, allerdings nicht zufriedenstellend. Bei einem Gewicht von 380 lbs (172,4 kg) leistete er 2 bhp (1,4 kW) und erreichte damit ein deutlich besseres Leistungsgewicht von unter 200 lbs (90,7 kg) pro Pferdestärke. Zudem drehte der Motor mit 500 Umdrehungen pro Minute doppelt so schnell wie jeder andere zu dieser Zeit bekannte Verbrennungsmotor. Es scheint, dass der Motor zum Überhitzen neigte; das Problem wurde anscheinend auch in Seldens Nachbau nicht zufriedenstellend gelöst. Jetzt hatte Selden jedoch einen Antrieb, der im Prinzip leicht genug war, um in einem Straßenfahrzeug verwendet zu werden.

### Kraftübertragung
Die Selden Road engine hat einen sehr einfach konstruierten Vorderradantrieb. Der Motor sitzt auf der als Drehschemel ausgebildeten Vorderachse und macht deren Drehbewegung mit. Daher genügt eine Kette zur Antriebswelle als Kraftübertragung. Es sind neben der heute gewohnten Kupplung zwischen Motor und Getriebe je eine weitere zwischen jedem Vorderrad und seiner Antriebswelle vorgesehen. Dadurch kann sich jedes Rad unabhängig vom anderen drehen; zusätzlich kann es manuell vom Kraftfluss abgekoppelt werden. Auch ein Rückwärtsgang ist vorhanden. Anstelle eines Schalthebels gibt es mehrere Handräder, die an einer Säule oberhalb vom Motor direkt vor dem Fahrer angebracht sind.

### Fahrwerk

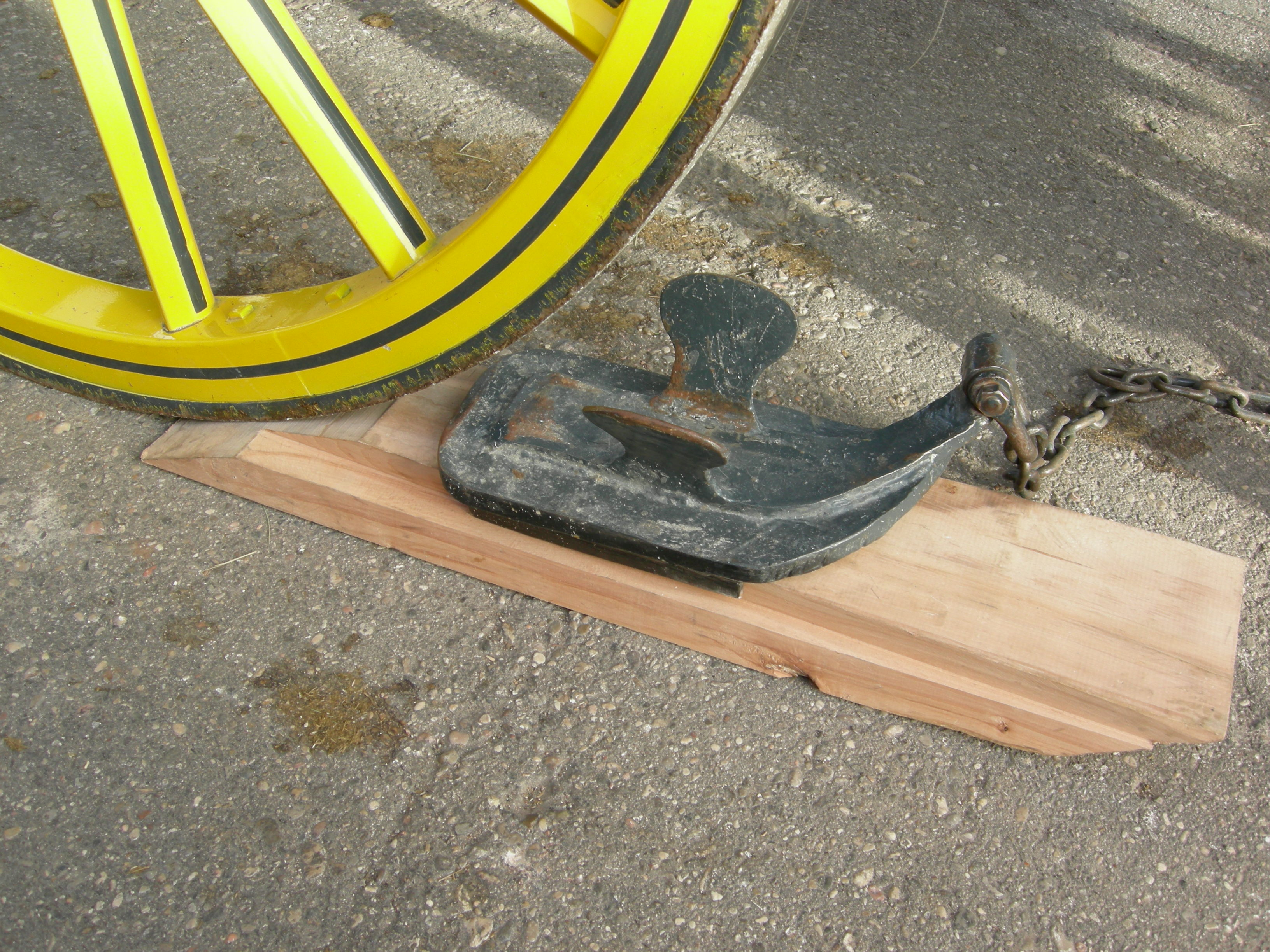
Hemmschuh vor einem Kutschenrad

Für seine Road engine verwendete Selden eine Kutsche, möglicherweise eine Duc, als Basis. Deren Vorderachse samt Drehschemellenkung und Königszapfen wurde gegen seine eigene Konstruktion ausgetauscht. Sie ist ebenfalls als Drehschemel ausgeführt und trägt den kompletten Motor, der somit beim Lenken mit dem Schemel mitgedreht wird. Anstelle des bei Fuhrwerken üblichen Königszapfens wird eine vertikal eingebaute Welle verwendet, die fest mit einem großen Zahnrad verbunden ist. Sehr ungewöhnlich und in dieser Anwendung eher nicht sinnvoll ist ein Lenkrad, dessen Säule fast senkrecht über und vor dem Schemel angebracht ist, über das Zahnrad auf den Königszapfen einwirkt und so den Schemel samt Motor dreht. Diese Bauweise führt dazu, dass das Fahrzeug nur mit großer Kraftanstrengung zu lenken ist. Sie eignet sich nicht für höhere Geschwindigkeiten.
Das Fahrzeug hat pro Achse zwei Blattfederpakete, die aus je zwei gegeneinander gestellten Halbelliptikfedern bestehen. Die Holzspeichenräder haben einen Durchmesser von 32 Zoll vorn und 38 Zoll hinten. Gebremst wird mit je einem Klotz, der an einem Hemmschuh auf ein Hinterrad einwirkt. Die Vorrichtung wird über einen Hebel, eine Ratsche und je eine Kette pro Rad betätigt.

## Das Selden-Patent

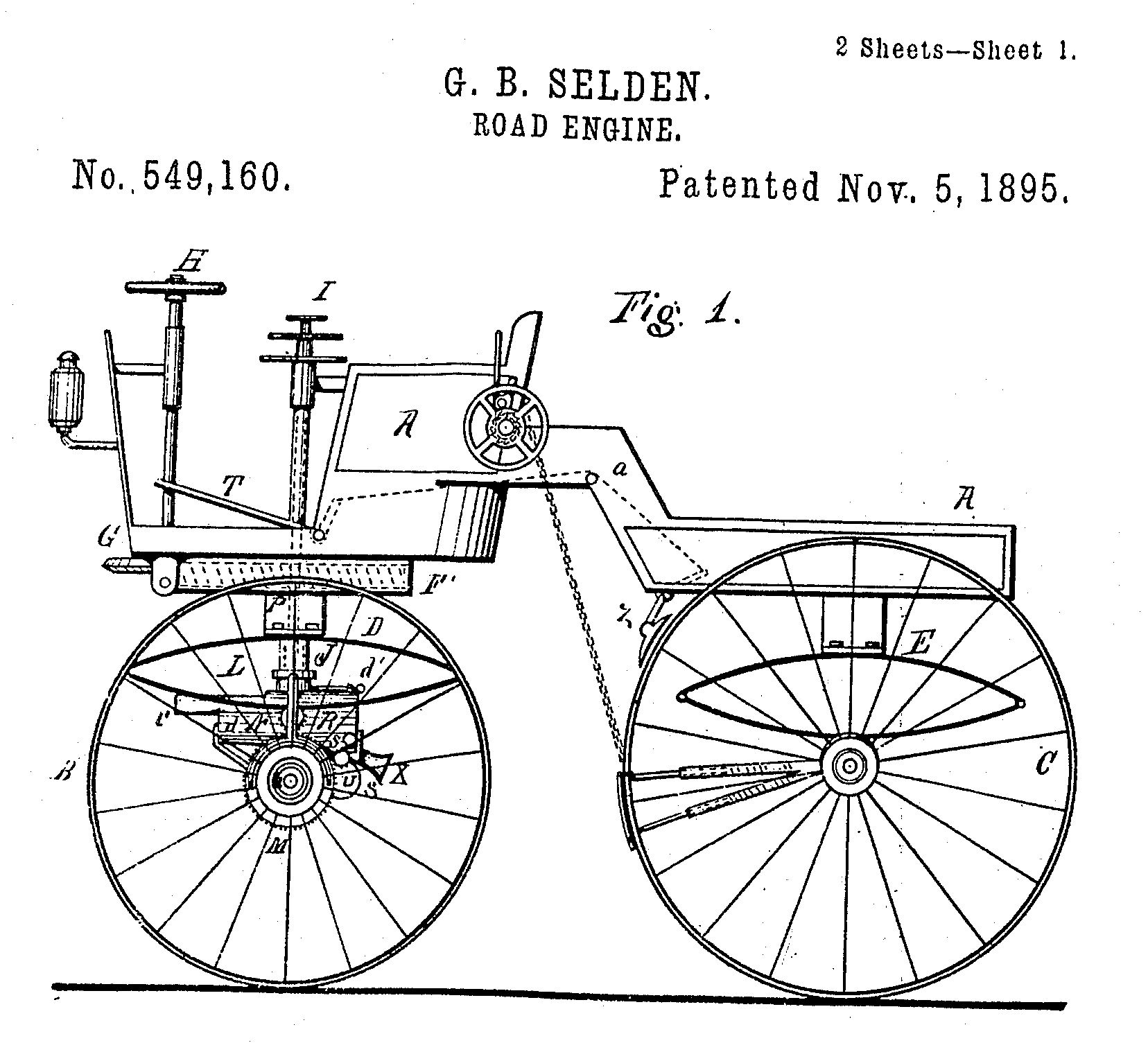
Patentzeichnung der Selden Road Engine im Patent 549,160.

Die Konstruktion wurde am 8. Mai 1879 zum Patent angemeldet. Zu dieser Zeit war kein Fahrzeug fertiggestellt. Selden reichte nur eine dreiseitige technische Beschreibung der Selden Road engine, Konstruktionspläne und Fotos eines eigens dazu angefertigten Modells ein. Antrag und Pläne waren von Selden und zwei Zeugen unterzeichnet, W.M. Rebasz, Jr. (der Planersteller in Seldens Auftrag) und George Eastman, ein Büronachbar. Das Modell mit den Maßen 19,05 × 16,51 × 27,94 cm ist erhalten geblieben, galt aber lange als verschollen.
Die Erteilung des Patents zögerte Selden immer wieder durch nachträgliche Änderungen hinaus, um seine Wirkungsdauer in einen Zeitraum zu legen, in dem eine Vermarktung solcher Fahrzeuge stattfand und deren Hersteller lizenzpflichtig wurden. Auf Druck des US Patent Office wurde es 1895 endgültig eingereicht und am 5. November 1895 mit der Nummer 549.160 ausgestellt. Dieses sogenannte Selden-Patent wurde von Selden und nach dem Verkauf des Patents an die Electric Vehicle Company (E.V.C.) 1899 von Spekulanten und Teilen der Automobilwirtschaft als Universalpatent auf Automobile mit Verbrennungsmotor herangezogen. In einem Rechtsverfahren gegen Henry Ford wurde es 1909 in erster Instanz vollumfänglich geschützt, im Berufungsverfahren aber wurde 1911 die Anwendbarkeit auf Fahrzeuge mit Brayton-Motor reduziert. Das machte es ein Jahr vor seinem regulären Ablauf wirtschaftlich uninteressant.

## Die Nachbauten

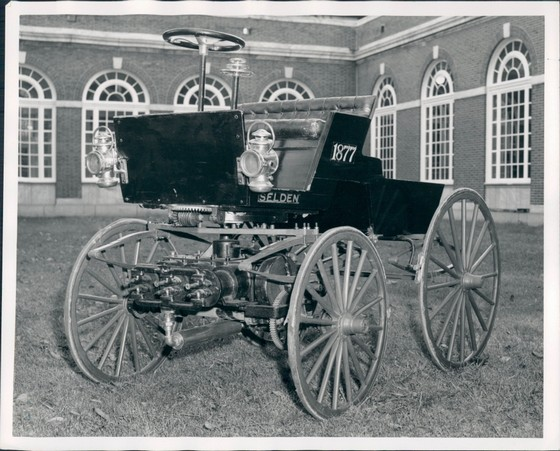
Nachbau der Selden Road Engine (1877–1878 resp. 1905).

Ob es seitens der E.V.C. Zweifel am Selden-Patent gab, ob versucht wurde, sich einen eigenen Überblick über die tatsächlichen Fahreigenschaften und damit den Wert des Patents zu machen oder ob bloße Vorsicht der Grund dafür war, dass die E.V.C. einen Nachbau der Selden Road engine anfertigte, ist nicht geklärt. Im Zuge der genannten gerichtlichen Auseinandersetzung hielten es die Interessenvertreter des Selden-Patents jedenfalls schon sehr früh für zweckmäßig, einen solchen herzustellen, um ihn allenfalls als Beweismittel für die Fahrtüchtigkeit der Konstruktion vor Gericht zu gebrauchen. Zur Datierung dieser Replika gibt es allerdings sehr unterschiedliche Darstellungen, die möglicherweise auf die zeitgenössische Berichterstattung zurückgehen. Nach den Angaben des derzeitigen Eigentümers, der Connecticut State Library in Hartford, entstand sie zwischen 1902 und 1906. E.V.C. Präsident George H. Day gab sie nach einer anderen Quelle erst 1905 in Auftrag. Fest steht, dass sie im Geheimen in den E.V.C.-Werkstätten in Hartford entstand, wahrscheinlich ohne Beteiligung der Seldens und unter der Aufsicht des Chefingenieurs Hiram Percy Maxim. Maxim kannte die Konstruktion, seit er sie vor dem Kauf des Patents begutachtet hatte und damals schon zu einem vernichtenden Urteil über die Funktionsfähigkeit der Road engine gekommen war. Es ist nicht ohne Ironie, dass mit der tatsächlichen Durchführung ein von Herman F. Cuntz geführtes Team betraut wurde. Cuntz war jener Ingenieur gewesen, dem das Selden-Patent als erstem aufgefallen war, als er im Rahmen einer methodischen Untersuchung für die Einrichtung einer Automobilproduktion bei Pope darauf gestoßen war. Er gehörte außerdem als Sachverständiger zum E.V.C.-Beraterteam.

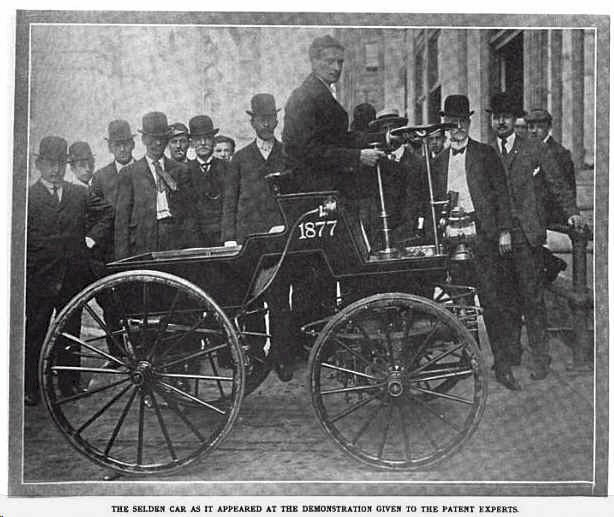
Henry R. Selden am Lenker der Road engine anlässlich einer Demonstrationsfahrt im Rahmen der Beweisaufnahme im Prozess gegen Henry Ford (Mai 1906)

In einem Bericht über die Vorführung einer Road engine anlässlich der Beweisaufnahme im Verfahren gegen Henry Ford im Mai 1906 beschrieb das Automobile Magazine das Fahrzeug wie folgt:
Karosserie und Räder sind neu angebracht, aber der Motor wurde 1877 hergestellt … Das Selden-Automobil wiegt 700 lb [ca. 320 kg], hat 4 Fuß [122 cm] zwischen den Rädern, die 32 resp. 38 Zoll vorn resp. hinten sind [Durchmesser 813 resp. 965 mm]. ... Derzeit ist eine Zündung mit elektrischen Funken angebracht.
Im Rahmen der genannten Beweisaufnahme, die in und vor der Decauville Automobile Company an der Kreuzung Broadway und 56th Street stattfand, entstand eine Fotostrecke der Road engine. Daraus stammen alle in diesem Artikel verwendeten Bilder, die das Fahrzeug im Straßenverkehr zeigen. Im Patentstreit gegen Henry Ford wurde es als “Exhibit #157” geführt.
1907 baute auch Selden mit seinen Söhnen ein solches Fahrzeug. Weil er dazu den Originalmotor von 1877 verwendete, kann hier gewissermaßen von einer „Fertigstellung“ des Fahrzeugs gesprochen werden, die er 30 Jahre zuvor beschrieben hatte. Der derzeitige Besitzer, das Henry Ford Museum, nennt 1907 als Baujahr. Es gibt eine Länge von 1473 mm an bei einer Breite von 1473 mm und einer Höhe von 1651 mm. Das Gewicht soll 320 bis 430 kg betragen.

### Fahrversuche
Einer der Höhepunkte des Verfahrens gegen Ford war ein öffentlich durchgeführter Test der beiden Repliken, der auf Druck von Henry Fords Verteidigern zustande kam. Sie wollten damit unter Beweis stellen, dass Seldens Erfindung nicht praxistauglich und das Patent demzufolge nicht haltbar war, und verlangten eine Demonstrationsfahrt auf öffentlichen Straßen in New York. Zunächst stimmte die A.L.A.M. zu, verwies später aber darauf, dass eine solche Fahrt nicht zulassungsfähig sei. Daher wich man auf eine Pferderennbahn im nahen Guttenberg (New Jersey) aus.
Obwohl auf den gleichen Plänen basierend und von Selden als „China-Kopien“ bezeichnet – damals ein Ausdruck für eine besonders exakte Nachbildung – fiel die Umsetzung der Fahrzeuge recht unterschiedlich aus. Die Seldens hatten sich möglichst genau an die Konstruktionspläne gehalten. Wie erwähnt, war der originale Motor noch vorhanden und wurde verwendet. Er war als Dreizylinder ausgelegt, aus Kostengründen hatte Selden aber seinerzeit nur einen Zylinder ausgebohrt. Nun wurden auch die beiden anderen funktionsfähig gemacht.
Die Konstrukteure aus Hartford waren notgedrungen freier mit der Vorlage umgegangen, die sie nach den Patentzeichnungen nicht zum Funktionieren bringen konnten. Sie hatten eine Wasserkühlung und ein Zweiganggetriebe eingebaut, eine elektrische Zündung vorgesehen, benutzten Luftreifen und benötigten einen Luftkompressor als externe Starthilfe. Kein Wunder, dass der Anwalt des mitbeklagten französischen Herstellers Panhard & Levassor, Frederic R. Coudert diesem schweren Fahrzeug „viel Hartford und wenig Selden“ attestierte.
Die Tests dauerten zwei frustrierende, von Pannen an den Fahrzeugen begleitete Tage. Dabei schnitt der „Hartford“-Road wagon dank seiner technischen „Feinheiten“ etwas besser ab. Immerhin schaffte er es einmal, innerhalb 15 Minuten 2¼ Meilen zurückzulegen.

### Verbleib
Beide Nachbauten der Selden Road Engine sind erhalten. Jener der E.V.C. befand sich nach dem Prozess in New Jersey und auf Long Island, wo er zeitweilig ausgestellt war. Erst 1968 kam er zurück nach Connecticut, wo er restauriert wurde. Er steht derzeit im Office of Policy and Management building, 450 Capitol Avenue der Connecticut State Library in Hartford, ganz in der Nähe des Ortes, wo er vor über 110 Jahren gebaut wurde.
Seldens eigener Nachbau gehört heute dem Henry Ford Museum, wo er derzeit nicht gezeigt wird. Gemäß Museumsangaben war das Objekt eine Schenkung des Stevens Institute of Technology. Lange Zeit wurde es – recht demonstrativ – neben Henry Fords Quadricycle von 1896 ausgestellt.
Auch das Eisenmodell, von dem Fotos angefertigt und Seldens Patentantrag beigefügt wurden, ist erhalten geblieben. Das Modell mit den Maßen 19,05 × 16,51 × 27,94 cm wird im Smithsonian aufbewahrt. Es galt zeitweise als verschollen.

## Nachwirkung

### Werbeträger und US-Folklore

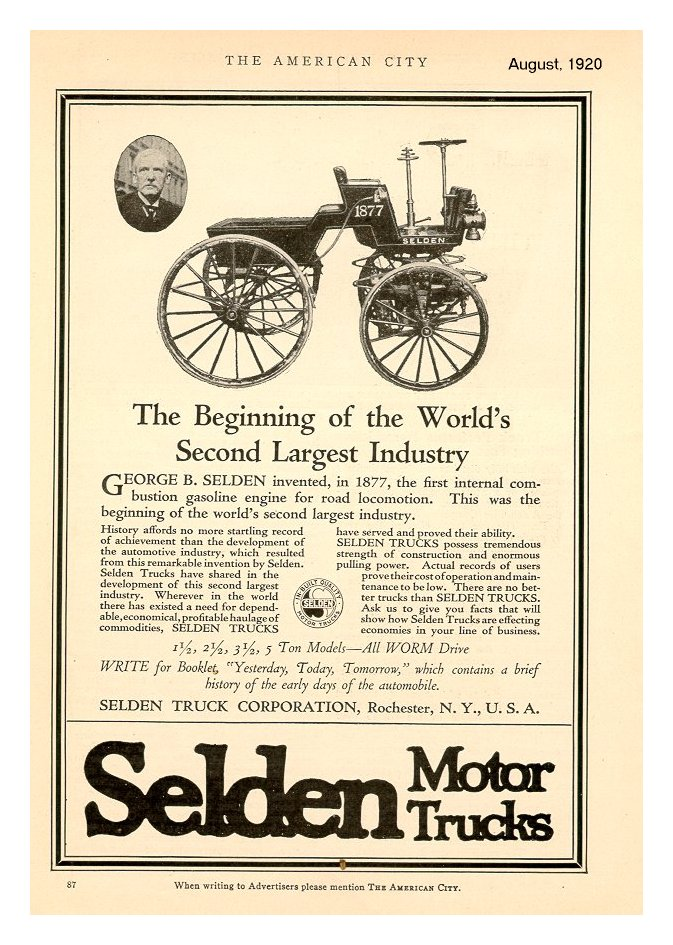
Anzeige der Selden Truck Corp. vom August 1920 mit der Road engine.

George Selden selber gebrauchte die Road engine in seiner Selden Motor Vehicle Company immer wieder für die Werbung. Ein jahrelang verwendeter Slogan war The Father of them All.
Längst gehört die Road engine auch zur amerikanischen Folklore. Mehr oder weniger akkurate Abbildungen der Road engine finden sich noch Jahrzehnte nach dem Ende des Selden-Patentstreits auf Tellern, Kannen, Aschenbechern, Sammelbildern usw., oft in einer Serie mit anderen frühen Motorfahrzeugen oder bedeutenden Erfindungen.

## Würdigung und Kritik

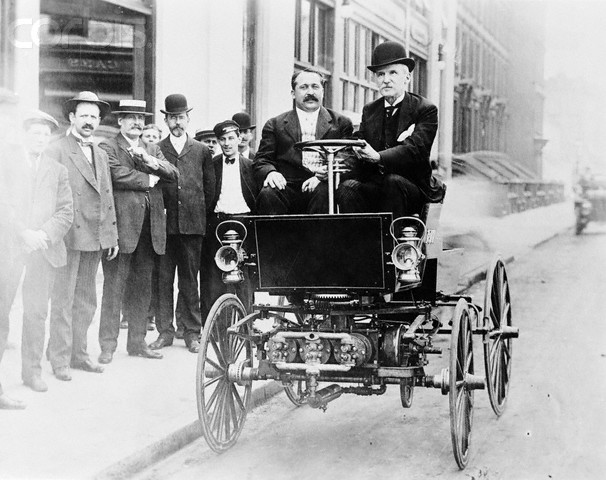
George B. Selden am Lenkrad des Nachbaus. Auch diese Aufnahme entstand bei der Vorführung im Mai 1906 in New York.

Obwohl das Fahrzeug kaum gebrauchsfähig war, stellte das US Patent Office am 5. November 1895 das Patent Nr. 549.160 aus. Die historische Bedeutung des Fahrzeugs ist eine mehrfache:
- Obwohl erhebliche Zweifel bestehen, dass die Selden road engine richtig funktionierte und größere Distanzen zurücklegen konnte, ohne zu überhitzen, stellte sie eine konstruktive Weiterentwicklung auf dem Weg zum Automobil mit Verbrennungsmotor dar. Selden verbesserte den Brayton-Gasmotor und brachte durchaus innovative Lösungen ein.

- Das Fahrzeug war die Grundlage des US-Patents Nr. 549.160, das mehrfach juristisch herausgefordert wurde. Der Selden-Patentstreit wurde jahrelang erbittert ausgetragen. Er selber schrieb Automobilgeschichte. Im bedeutendsten der Prozesse, der 1902 gegen Henry Ford angestrengt wurde, wurde es 1907 durch das zuständige Gericht vollumfänglich geschützt. In zweiter Instanz reduzierte das Berufungsgericht seine Anwendbarkeit auf Fahrzeuge mit Brayton-Motor. Dadurch verlor es – ein halbes Jahr vor Ablauf der Patentfrist – seinen wirtschaftlichen Nutzen. Die historische Bedeutung blieb jedoch erhalten: Selden meldete acht Jahre vor Carl Benz und Gottlieb Daimler ein Fahrzeug mit Verbrennungsmotor zum Patent an. Die Legitimität dieses Patents wurde nie vollständig bestritten und nie vollständig aufgehoben.

- Das auf der Road engine beruhende sogenannte Selden-Patent wurde von Selden und später von Spekulanten und Teilen der Automobilwirtschaft als Universalpatent auf Automobile mit Verbrennungsmotor herangezogen, mit weitreichenden Folgen für die damalige Automobilindustrie. Ohne das Patent wäre es nicht zu den Selden-Prozessen gekommen und ohne die beiden Demonstrationsfahrzeuge wäre die A.L.A.M. kaum erfolgreich gewesen.